# Isseka
Isseka is een plaats in de regio Mid West in West-Australië.

## Geschiedenis
In de jaren 1870 werd in de streek de Isseka-loodmijn door de 'Melbourne and Champion Bay Lead Mining Company' uitgebaat.
In 1912 vroeg de 'Isseka Progress Association' aan de overheid om een dorp te stichten aan een nevenspoor ('siding') genaamd Isseka van de spoorweg tussen Geraldton en Northampton. Een jaar later werd het dorp officieel gesticht en net als het nevenspoor naar de nabijgelegen waterbron 'Isachar Well' vernoemd. Vanwaar die naam komt is niet bekend.

## Beschrijving
Isseka maakt deel uit van het lokale bestuursgebied (LGA) Shire of Northampton, een landbouwdistrict met Northampton als hoofdplaats. 
In 2021 telde Isseka 57 inwoners, tegenover 311 in 2006.

## Ligging
Isseka ligt nabij de river de Bowes, langs de North West Coastal Highway, 456 kilometer ten noordnoordwesten van de West-Australische hoofdstad Perth, 116 kilometer ten zuidzuidoosten van Kalbarri en 11 kilometer ten zuiden van Northampton.

## Bekende inwoners
Voormalig West-Australisch premier David Brand liep ooit school in Isseka.